# رجال الشرف
رجال الشرف (بالإنجليزية: Men of Honor)‏ هو فيلم دراما تم إنتاجه في الولايات المتحدة سنة 2000. الفيلم من إخراج جورج تيلمان وكتابة سكوت مارشال سميث. من بطولة روبرت دي نيرو وكوبا غودينغ جونير.

## طاقم التمثيل
- روبرت دي نيرو في دور المساعد أول ليسلي صاندي
- كوبا غودينغ جونير في دور كارل براشير
- تشارليز ثيرون في دور زوجة ليسلي صاندي
- اونجاني اليس في دور جو - زوجة كارل براشير

## القصة
تبدا قصة الفيلم عقب الحرب العالمية الثانية مع كارل براشير شاب اسود الذي يعمل طباخ ويحلم في ان يكون غواص ويكون أول اسود يصبح كذلك بل ويأمل أيضا ان يصل الي درجة مساعد أول . يعاني كارل كثيرا مع قائده ليسلي صاندي الذي كان يحتقره كونه اسود ولكنه يجد فيه روح الاهام والإصرار فيقرر مساعدته .تتلخص احداث الفيلم في معاداة الجنود الأمريكيين البيض لأمريكي أسود، في التدريبات الخاصة بالغطس في مقر للتدريب. ورغم أن الشاب الأسود يفقد رجلهُ في التدريبات؛ إلا أنه واصل تدريباته على رجل واحدة ويحقق حلمه في النهاية .

## الميزانية والإيرادات
بلغت تكلفة إنتاج الفيلم حوالي 32 مليون دولار بينما حقق أرباحا تقدر بـ 82,343,495 دولار.

### ردود النقاد
تلقى الفيلم مراجعات متواضعة من مختلف النقاد حيث حصل على نسبة 41% على موقع الطماطم الفاسدة بناءً على 105 مراجعة.

## وصلات خارجية
- رجال الشرف على موقع IMDb (الإنجليزية)
- رجال الشرف على موقع ميتاكريتيك (الإنجليزية)
- رجال الشرف على موقع روتن توميتوز (الإنجليزية)
- رجال الشرف على موقع نتفليكس (الإنجليزية)
- رجال الشرف على موقع قاعدة بيانات الأفلام العربية
- رجال الشرف على موقع ألو سيني (الفرنسية)
- رجال الشرف على موقع Turner Classic Movies (الإنجليزية)
- رجال الشرف على موقع أول موفي (الإنجليزية)
- رجال الشرف على موقع بوكس أوفيس موجو (الإنجليزية)
- رجال الشرف على موقع فيلمافينيتي (الإسبانية)